# Agonum fossigerum
Agonum fossigerum är en skalbaggsart som beskrevs av Pierre François Marie Auguste Dejean. Agonum fossigerum ingår i släktet Agonum och familjen jordlöpare. Inga underarter finns listade i Catalogue of Life.